# ماركو بيريرا
ماركو بيريرا (بالبرتغالية: Marco Pereira‏) هو عازف قيثارة وملحن برازيلي، ولد في 25 سبتمبر 1956 في ساو باولو في البرازيل.

## وصلات خارجية
- ماركو بيريرا على موقع ميوزك برينز (الإنجليزية)
- ماركو بيريرا على موقع أول ميوزيك (الإنجليزية)
- ماركو بيريرا على موقع ديسكوغز (الإنجليزية)